# 16 février aux Jeux olympiques d'hiver de 2018
Pour un article plus général, voir Jeux olympiques d'hiver de 2018.
Le vendredi 16 février aux Jeux olympiques d'hiver de 2018 est le neuvième jour de compétition et le septième jour avec des médailles décernées.  

## Programme
| Heure UTC+9 (Pyeongchang)                     |               |
| bleu                                          | Cérémonie     |
| neutre                                        | Épreuve       |
| or                                            | Finale        |
| orange                                        | Petite finale |
| rose                                          | Reporté       |
| gris                                          | Annulé        |
| Compétition masculine                         | Hommes        |
| Compétition féminine                          | Femmes        |
| Compétition mixte (hommes et femmes mélangés) | Mixte         |
| Compétition en couple (1 homme et 1 femme)    | Couple        |
| modifier                                      |               |

| Horaire | Discipline Spécialité | Discipline Spécialité             | Discipline Spécialité | Phase                                | Résultats                                                      | Références |
| ------- | --------------------- | --------------------------------- | --------------------- | ------------------------------------ | -------------------------------------------------------------- | ---------- |
| 09 h 05 |                       | Curling Tournoi masculin          | Compétition hommes    | Premier tour Session 4               | 4-6                                                            | -          |
| 09 h 05 |                       | Curling Tournoi masculin          | Compétition hommes    | Premier tour Session 4               | 7-5                                                            | -          |
| 09 h 05 |                       | Curling Tournoi masculin          | Compétition hommes    | Premier tour Session 4               | 10-4                                                           | -          |
| 09 h 30 |                       | Skeleton Individuel               | Compétition hommes    | Finale                               | Yun Sung-bin · Nikita Tregubov · Dominic Parsons               | -          |
| 10 h 00 |                       | Patinage artistique Individuel    | Compétition hommes    | Programme court                      | -                                                              | -          |
| 10 h 00 |                       | Snowboard Cross                   | Compétition femmes    | Qualifications                       | -                                                              | -          |
| 11 h 00 |                       | Ski alpin Super-G                 | Compétition hommes    | Finale                               | Matthias Mayer · Beat Feuz · Kjetil Jansrud                    | -          |
| 12 h 10 |                       | Hockey sur glace Tournoi masculin | Compétition hommes    | Tour préliminaire Groupe B - Match 6 | 2-1                                                            | -          |
| 12 h 15 |                       | Snowboard Cross                   | Compétition femmes    | Finale                               | Michela Moioli · Julia Pereira De Sousa Mabileau · Eva Samková | -          |
| 13 h 15 |                       | Ski alpin Slalom                  | Compétition femmes    | Finale                               | Frida Hansdotter · Wendy Holdener · Katharina Gallhuber        | -          |
| 14 h 05 |                       | Curling Tournoi féminin           | Compétition femmes    | Premier tour Session 4               | 9-8                                                            | -          |
| 14 h 05 |                       | Curling Tournoi féminin           | Compétition femmes    | Premier tour Session 4               | 7-5                                                            | -          |
| 14 h 05 |                       | Curling Tournoi féminin           | Compétition femmes    | Premier tour Session 4               | 5-4                                                            | -          |
| 15 h 00 |                       | Ski de fond 15 km                 | Compétition hommes    | Finale                               | Dario Cologna · Simen Hegstad Krüger · Denis Spitsov           | -          |
| 16 h 40 |                       | Hockey sur glace Tournoi masculin | Compétition hommes    | Tour préliminaire Groupe B - Match 7 | 8-2                                                            | -          |
| 20 h 00 |                       | Ski acrobatique Sauts             | Compétition femmes    | Finale                               | Hanna Huskova · Zhang Xin · Kong Fanyu                         | -          |
| 20 h 00 |                       | Patinage de vitesse 5 000 m       | Compétition femmes    | Finale                               | Esmee Visser · Martina Sáblíková · Natalya Voronina            | -          |
| 20 h 05 |                       | Curling Tournoi masculin          | Compétition hommes    | Premier tour Session 5               | 5-6                                                            | -          |
| 20 h 05 |                       | Curling Tournoi masculin          | Compétition hommes    | Premier tour Session 5               | 8-6                                                            | -          |
| 20 h 05 |                       | Curling Tournoi masculin          | Compétition hommes    | Premier tour Session 5               | 5-9                                                            | -          |
| 20 h 05 |                       | Curling Tournoi masculin          | Compétition hommes    | Premier tour Session 5               | 7-6                                                            | -          |
| 20 h 20 |                       | Skeleton Individuel               | Compétition femmes    | Manches 1 et 2                       | -                                                              | -          |
| 21 h 10 |                       | Hockey sur glace Tournoi masculin | Compétition hommes    | Tour préliminaire Groupe C - Match 8 | 5-1                                                            | -          |
| 21 h 10 |                       | Hockey sur glace Tournoi masculin | Compétition hommes    | Tour préliminaire Groupe C - Match 9 | 1-0                                                            | -          |
| 21 h 30 |                       | Saut à ski Grand tremplin         | Compétition hommes    | Qualifications                       | -                                                              | -          |

## Tableau des médailles provisoire
- Pays organisateur (Corée du Sud)

| Rang  | Nation             | Or                             | Argent                                                                  | Bronze                                                                    | Total |
| ----- | ------------------ | ------------------------------ | ----------------------------------------------------------------------- | ------------------------------------------------------------------------- | ----- |
| 1     | Suisse             | Médaille d'or, Jeux olympiques | Médaille d'argent, Jeux olympiques · Médaille d'argent, Jeux olympiques |                                                                           | 3     |
| 2     | Autriche           | Médaille d'or, Jeux olympiques |                                                                         | Médaille de bronze, Jeux olympiques                                       | 2     |
| 3     | Biélorussie        | Médaille d'or, Jeux olympiques |                                                                         |                                                                           | 1     |
| 3     | Corée du Sud       | Médaille d'or, Jeux olympiques |                                                                         |                                                                           | 1     |
| 3     | Italie             | Médaille d'or, Jeux olympiques |                                                                         |                                                                           | 1     |
| 3     | Pays-Bas           | Médaille d'or, Jeux olympiques |                                                                         |                                                                           | 1     |
| 3     | Suède              | Médaille d'or, Jeux olympiques |                                                                         |                                                                           | 1     |
| 8     | Russie (OAR)       |                                | Médaille d'argent, Jeux olympiques                                      | Médaille de bronze, Jeux olympiques · Médaille de bronze, Jeux olympiques | 3     |
| 9     | Chine              |                                | Médaille d'argent, Jeux olympiques                                      | Médaille de bronze, Jeux olympiques                                       | 2     |
| 9     | Norvège            |                                | Médaille d'argent, Jeux olympiques                                      | Médaille de bronze, Jeux olympiques                                       | 2     |
| 9     | République tchèque |                                | Médaille d'argent, Jeux olympiques                                      | Médaille de bronze, Jeux olympiques                                       | 2     |
| 12    | France             |                                | Médaille d'argent, Jeux olympiques                                      |                                                                           | 1     |
| 13    | Grande-Bretagne    |                                |                                                                         | Médaille de bronze, Jeux olympiques                                       | 1     |
| Total | Total              | 7                              | 7                                                                       | 7                                                                         | 21    |

| Rang  | Nation                        | Or | Argent | Bronze | Total |
| ----- | ----------------------------- | -- | ------ | ------ | ----- |
| 1     | Allemagne                     | 9  | 2      | 4      | 15    |
| 2     | Norvège                       | 6  | 8      | 6      | 20    |
| 3     | Pays-Bas                      | 6  | 5      | 2      | 13    |
| 4     | États-Unis                    | 5  | 1      | 2      | 8     |
| 5     | Canada                        | 4  | 5      | 4      | 13    |
| 6     | Suède                         | 4  | 2      | 0      | 6     |
| 7     | France                        | 3  | 2      | 2      | 7     |
| 8     | Autriche                      | 3  | 1      | 4      | 8     |
| 9     | Italie                        | 2  | 1      | 3      | 6     |
| 10    | Corée du Sud                  | 2  | 0      | 1      | 3     |
| 11    | Suisse                        | 1  | 3      | 1      | 5     |
| 12    | Biélorussie                   | 1  | 0      | 0      | 1     |
| 13    | Japon                         | 0  | 4      | 3      | 7     |
| 14    | Chine                         | 0  | 3      | 1      | 4     |
| 15    | Athlètes olympiques de Russie | 0  | 2      | 5      | 7     |
| 16    | République tchèque            | 0  | 2      | 2      | 4     |
| 17    | Australie                     | 0  | 2      | 1      | 3     |
| 18    | Slovaquie                     | 0  | 2      | 0      | 2     |
| 19    | Slovénie                      | 0  | 1      | 0      | 1     |
| 20    | Finlande                      | 0  | 0      | 3      | 3     |
| 21    | Espagne                       | 0  | 0      | 1      | 1     |
| 21    | Grande-Bretagne               | 0  | 0      | 1      | 1     |
| 21    | Kazakhstan                    | 0  | 0      | 1      | 1     |
| Total | Total                         | 46 | 46     | 47     | 139   |